# 5774 Ratliff
5774 Ratliff (1989 NR) là một tiểu hành tinh vành đai chính được phát hiện ngày 2 tháng 7 năm 1989 bởi E. F. Helin ở Palomar.